# Larutia penangensis
Espèce
Larutia penangensis est une espèce de sauriens de la famille des Scincidae.

## Répartition
Cette espèce est endémique de l'île de Penang en Malaisie péninsulaire.

## Étymologie
Son nom d'espèce, composé de penang et du suffixe latin -ensis, « qui vit dans, qui habite », lui a été donné en référence au lieu de sa découverte : l'État du Penang.

## Publication originale
- Grismer, Huat, Siler, Chan, Wood, Grismer, Sah & Ahmad, 2011 : Peninsular Malaysia’s first limbless lizard: a new species of skink of the genus Larutia (Böhme) from Pulau Pinang with a phylogeny of the genus. Zootaxa, no 2799, p. 29–40.